# Ciao, ciao Birdie
Ciao, ciao Birdie (Bye Bye Birdie) è un film del 1963 diretto da George Sidney e interpretato da Dick Van Dyke, Janet Leigh e Ann-Margret. Il film è tratto dal musical del 1961 Bye Bye Birdie, scritto da Michael Stewart, Lee Adams e Charles Strouse.

## Riconoscimenti
- Premio Oscar
  - 1964 - Candidatura alla miglior colonna sonora originale a Johnny Green
  - 1964 - Candidatura alla miglior sonoro a Charles Rice e Columbia Studio Sound Department
- Golden Globe
  - 1964 - Candidatura al miglior film
  - 1964 - Candidatura alla miglior attrice ad Ann-Margret
- Laurel Award
  - 1964 - Candidatura alla miglior commedia
  - 1964 - Candidatura al miglior musical
  - 1964 - Candidatura alla miglior interpretazione femminile ad Ann-Margret

## Nella cultura popolare
- Nel secondo episodio della terza stagione della serie televisiva Mad Men, Amore tra le rovine (Love Among the Ruins, 2009), i titoli di apertura del film, con Ann-Margret che canta Bye, Bye Birdie, vengono utilizzati come fonte di ispirazione per uno spot pubblicitario voluto dai produttori della bibita analcolica senza zucchero Patio, che però ne scartano alla fine il risultato, perché, nonostante ricalchi pedissequamente la fonte di ispirazione, è comunque insoddisfacente.[1][2]